# Calliphora nigribarbis
Calliphora nigribarbis este o specie de muște din genul Calliphora, familia Calliphoridae, descrisă de Smellen van Vollenhoven în anul 1863. Conform Catalogue of Life specia Calliphora nigribarbis nu are subspecii cunoscute.